# Иституто Пиколе Анчеле Кристо Ре (Рим)
Иституто Пиколе Анчеле Кристо Ре је насеље у Италији у округу Рим, региону Лацио.
Према процени из 2011. у насељу је живело 10 становника. Насеље се налази на надморској висини од 79 м.